# Neider dos Santos
Neider Colmerauer dos Santos (ur. w 1965 w Brazylii) – brazylijski trener piłkarski.

## Kariera trenerska
Karierę szkoleniowca rozpoczął trenując juniorskie drużyny CR Vasco da Gama i Botafogo. Potem został powołany na selekcjonera reprezentacji Kajmanów. Od 2002 do 2004 prowadził reprezentację Gujany. W 2005 kierował Simba SC. W 2006 stał na czele reprezentacji Bahamów, z którą pracował do końca 2010 roku. Od października 2010 do marca 2011 trenował jamajski Village United FC, potem od lipca 2011 do listopada 2012 jamajski klub Montego Bay United. W sierpniu 2014 objął stanowisko głównego trenera etiopskiego St. George FC.